# 国会議員の選挙等の執行経費の基準に関する法律
国会議員の選挙等の執行経費の基準に関する法律（こっかいぎいんのせんきょとうのしっこうけいひのきじゅんにかんするほうりつ、昭和25年5月15日法律第179号）は、国会議員選挙における国の経費基準に関する日本の法律である。

## 概要
都道府県及び市区町村の選挙管理委員会並びに参議院合同選挙区選挙管理委員会が管理する国会議員の選挙等の執行について国が負担する経費の基準を定めることを目的としている。
具体的には各地方自治体の投開票所経費や選挙公報発行費について国が負担する経費の基準について規定している。